# Ulrich Fleck
Ulrich Fleck (* 15. November 1890 in Greiz; † 27. Januar 1990 in Erlangen) war ein deutscher Psychiater und Neurologe.

## Leben und Wirken
Ulrich Fleck wurde 1890 als Sohn eines Sanitätsrats geboren. Er besuchte das Humanistische Gymnasium in seiner Heimatstadt Greiz, wo er 1909 das Abitur erlangte. Im gleichen Jahr begann er ein Medizinstudium an der Universität Erlangen und leistete bei der Garnison Erlangen des 19. Bayerischen Infanterie-Regiments seinen Wehrdienst. Danach studierte er zwei Semester in München. 1911 legte er das Physikum in Erlangen ab und wurde Medizinalpraktikant an der Münchner Psychiatrischen Klinik bei Emil Kraepelin. Nach klinischen Studien in Leipzig und München, bestand er 1914 die ärztliche Staatsprüfung und erlangte die Approbation als Arzt.
Zu Beginn des Ersten Weltkriegs wurde Fleck eingezogen und meldete sich freiwillig zum Dienst auf dem Feld bei der Infanterie, wo er als Unterarzt, später Oberarzt und Bataillonsarzt an der Ost- und Westfront arbeitete. Nach dem Krieg war er wieder in München tätig, zunächst in einem neurologischen Fachlazarett unter Eugen von Malaisé, dann als Volontärarzt an der I. Medizinischen Klinik bei Ernst von Romberg. 1919 zog er nach Hamburg und arbeitete als Assistenzarzt, zuerst bis Ende des Jahres an der Inneren Klinik unter Carl Theodor Hegler (1878–1943) und Ludolf Brauer, dann zwei Jahre an der Neurologischen Klinik bei Max Nonne. Mit der Dissertation Experimentell-psychologische Untersuchungen über die Tagesschwankungen der Manisch-Depressiven promovierte er am 15. Oktober 1919 zum Doktor der Medizin.
Von 1922 bis 1925 arbeitete Fleck erneut an der Münchner Psychiatrischen Klinik, als Assistenzarzt bei Emil Kraepelin und dessen Nachfolger Oswald Bumke. Danach ging er nach Göttingen, wo er in der Heil- und Pflegeanstalt bei Friedrich Schultze tätig war und sich 1926 an der Universität Göttingen für Psychiatrie und Neurologie habilitierte. Zwei Jahre später übernahm er die Oberarztstelle an der Nervenklinik der Universität. Am 5. August 1932 wurde er außerordentlicher Professor.
1933 unterzeichnete Fleck das Bekenntnis der deutschen Professoren zu Adolf Hitler. Von 1935 bis 1945 saß er im Vorstand der psychiatrischen Klinik am Städtischen Krankenhaus Nürnberg. Während des Zweiten Weltkriegs war er außerdem als Oberstabsarzt der Reserve bei der Luftwaffe tätig. Am 27. Januar 1940 schrieb er an Karsten Jaspersen in Bethel: „Es ist ja so, dass man bei manchen Kranken, die angeboren blöd sind … immer wieder daran denkt, dass es fast menschlicher wäre, ihr Leben zu beenden.“ 1947 wurde er außerplanmäßiger Professor in Erlangen trotz des Widerstandes von Werner Leibbrand, der Fleck sein Engagement für den Nationalsozialismus vorwarf.
Von 1948 bis 1955 arbeitete Fleck als Gutachter der versorgungsärztlichen Dienststelle und führte eine Privatpraxis. Ab 1954 hielt er wieder als Professor Vorlesungen an der Universität Erlangen, unter anderem über Forensische Psychiatrie und Drogensucht.

## Schriften
- Über die Malaria- und Recurrensbehandlung der Paralyse, 1925